# Franz von Papen
Franz Joseph Hermann Michael Maria von Papen (n. 29 octombrie 1879, Werl, Westfalia, Imperiul German – d. 2 mai 1969, Obersasbach, Baden-Württemberg, RF Germania) a fost un politician german catolic, membru al Partidului de Centru Zentrumspartei. În 1932 a fost cancelar al Germaniei, iar în anii 1933-1934 a fost vicecancelar în primul cabinet al cancelarului Adolf Hitler. În 1934, Hitler l-a numit emisar special în Viena, iar din 1936 a devenit ambasador. În 1939, a fost mutat ca ambasador la Ankara, Turcia. În februarie 1942, von Papen a supraviețuit unui atentat pus la cale împotriva sa de doi agenți sovietici. În 1946, în cadrul proceselor de la Nürnberg împotriva criminalilor de război a fost exonerat, însă a fost judecat ulterior în cadrul proceselor de denazificare și condamnat la opt ani muncă forțată. A profitat în 1949 de o amnistie.